# Casanova (LeVert)
Casanova is een nummer van de Amerikaanse R&B-groep LeVert uit 1987. In 1997 bracht de Britse R&B-groep Ultimate Kaos een cover van het nummer uit, als eerste single van hun tweede studioalbum The Kaos Theory.
De versie van LeVert werd in een aantal landen een hit. Ultimate Kaos scoorde er met hun versie internationaal een nog grotere hit mee. Hoewel het in het Verenigd Koninkrijk een bescheiden 24e positie bereikte, werd het in andere landen een top 10-hit, waaronder in het Nederlandse taalgebied. In de Nederlandse Top 40 bereikte het de 2e positie en een Alarmschijf, en in de Vlaamse Ultratop 50 de 6e.

## Tracklijst
CD maxi
1. "Casanova" (7-inch mix)
2. "Casanova" (7-inch club mix)
3. "Casanova" (C&J R&B mix)
4. "Who's Got the Flavour"